# Bathygobius padangensis
Bathygobius padangensis és una espècie de peix de la família dels gòbids i de l'ordre dels perciformes.

## Morfologia
Els mascles poden assolir els 10 cm de longitud total.

## Distribució geogràfica
Es troba al Japó, Taiwan, Indonèsia, el Pacífic sud, l'Illa Christmas i l'est de l'Índic.